# Айдамирова, Машар Абузаровна
Машар Абузаровна Айдамирова (род. 1963, Мескеты, Чечено-Ингушская АССР) — чеченская писательница, выпускница Чечено-Ингушского государственного университета, филолог, Заслуженный учитель Чеченской Республики, депутат Парламента Чеченской Республики первого созыва, член Союза писателей России. Произведения переведены на немецкий и французский языки. Дочь классика чеченской литературы Абузара Айдамирова. Основательница Литературно-мемориального музея Абузара Айдамирова.

## Биография
Окончила Мескетинскую среднюю школу. В годы учёбы активно участвовала в работе школьного литературного кружка, занятия в котором вёл сначала её отец, а затем известный чеченский писатель и поэт Хасан Сайдулаев. После окончания национального отделения филологического факультета Чеченского государственного университета вернулась в родную школу, где стала преподавать чеченский язык и литературу. Впоследствии за свою преподавательскую деятельность была удостоена звания Заслуженного учителя Чеченской Республики. В 2005 году стала депутатом Парламента Чеченской Республики первого созыва.
Первые произведения Айдамировой были опубликованы в районной газете «Маяк коммунизма». Позже Айдамирова публиковалась в республиканских газетах («Ленинан некъ») и журналах («Орга», «Вайнах», «Нана», «Стелаӏад»). В 2004 году вышел её первый авторский сборник «Долгая дорога в ночи» о событиях в Чечне в 1994—2000 годах. Она опубликовала ряд трудов, в которых исследовала творчество Абузара Айдамирова. Помимо литературного творчества Айдамирова увлекается живописью и музыкой. Ею был проиллюстрирован ряд собственных книг и книг её отца.

### на чеченском языке
- Айдамирова М. А. Абузар Айдамиров: Жизнь и творчество = Абузар Айдамиров: Дахар а, кхолларалла а. — Грозный, 2007.
- Айдамирова М. А. Горный амулет = Лаьмнийн хIайкал. — Грозный, 2012.

### на русском языке
- Айдамирова М. А. (составитель). Эпоха «Долгих ночей» (публицистика). — Грозный, 2011. — 320 с. — 1000 экз. — ISBN 978-5-4314-0009-4.
- Айдамирова М. А. Спой колыбельную, нана! (рассказы). — Грозный, 2008.
- Айдамирова М. А. Долгая дорога в ночи (рассказы). — Грозный, 2004.